# Jostein Flo
Jostein Flo (Flo, Stryn, Noruega, 3 de octubre de 1964) es un exfutbolista noruego, que se desempeñó como delantero y que militó en diversos clubes de Noruega, Bélgica e Inglaterra. Acrtualmente se desempeña como director de fútbol de Strømsgodset IF de su país (club con el cual, está plenamente identificado y fue el club donde se retiró como jugador).

## Clubes
| Club             | País       | Año         |
| ---------------- | ---------- | ----------- |
| Molde FK         | Noruega    | 1987 - 1990 |
| Lierse SK        | Bélgica    | 1990 - 1991 |
| Sogndal          | Noruega    | 1991 - 1993 |
| Sheffield United | Inglaterra | 1993 - 1996 |
| Strømsgodset IF  | Noruega    | 1996 - 2002 |

## Selección nacional
Ha sido internacional con la Selección de fútbol de Noruega; donde jugó 53 partidos internacionales y ha anotado 11 goles por dicho seleccionado. Incluso participó con su selección, en 2 Copas Mundiales. La primera Copa del Mundo en que Østenstad participó, fue en la edición de Estados Unidos 1994, donde su selección fue eliminado en la primera fase y la segunda fue en Francia 1998, donde su selección quedó eliminado en los octavos de final, a manos de su similar de Italia, al caer por 1 a 0 en Marsella.